# 진지한
진지한(1987년 10월 6일 ~)은 전주시에서 태어난 영화배우이다.

## 출연작

### 영화
- 2015년 영화 검은 사제들
- 2014년 영화 수상한 그녀 말순 남편 역

## 공연
- 프로젝트 프랑켄슈타인
- 악의 얼굴

## 뮤직비디오
- 2016. 홍진영 - 엄지척
- 2016. 루싸이트 토끼 - 콩벌레
- 2014. 짙은 - 해바라기

## 학력
- 세종대학교 예체능대학 영화예술학과 (졸업)
- 세종대학교 대학원 영화예술학과 (졸업)